# Estação Doukissis Plakentias
Doukissis Plakentias é uma das estações da Linha 3 do metro de Atenas.